# Antignano
Antignano là một đô thị ở tỉnh Asti vùng Piedmont thuộc Ý, nằm ở vị trí cách khoảng 40 km về phía đông nam của Torino và khoảng 8 km về phía tây nam của Asti. Tại thời điểm ngày 31 tháng 12 năm 2004, đô thị này có dân số 1.002 người và diện tích là 10,9 km².
Đô thị Antignano có các frazioni (các đơn vị trực thuộc, chủ yếu là các làng) Perosini và Gonella.
Antignano giáp các đô thị: Celle Enomondo, Costigliole d'Asti, Isola d'Asti, Revigliasco d'Asti, San Damiano d'Asti và San Martino Alfieri.